# Négreneys
Négreneys ou Negreneis en occitan est un quartier de Toulouse situé au nord de la ville entre les Minimes et Raisin.

## Histoire
En 2018 le quartier est constitué de résidences HLM. Il est classé quartier prioritaire avec 1 054 habitants en 2018 pour un taux de pauvreté de 48 %, jusqu'à sa sortie de ce dispositif début 2024.

## Étymologie
Le nom Négreneys vient de l'occitan. Un texte de 1184 parle de « nausa negra », c'est-à-dire mare noire, boueuse, ce qui est possible dans cette zone plate que l'on appelait la grande lande aux eaux stagnantes par manque de pente. Par inversion des termes, d'expression est devenue « negra naura », qui, à travers des orthographes successives, a donné le toponyme actuel Negreneys.[réf. nécessaire]